# Asan (Südkorea)
Asan (kor. 아산) ist eine Stadt in der südkoreanischen Provinz Chungcheongnam-do.
Die Stadt grenzt im Norden an die Metropolregion Sudogwon. Das heutige Verwaltungsgebiet der Stadt entstand 1995, als Onyang-si und Asan-gun zusammengelegt wurden. Onyang ist heute als -dong Teil der Stadt und bekannt für seine Thermalquellen. Bürgermeister ist Bok Ki-wang (복기왕).
In der Nähe der Stadt liegt der Hafen von Pyeongtaek. In Asan haben sich Fabriken von Hyundai Motor und Samsung Electronics angesiedelt.
Der zweite Campus der Universität Hoseo liegt in Asan.
Im Schrein Hyeonchungsa, der 1706 zum Gedenken an Admiral Yi Sun-sin erbaut wurde, liegen das Kriegstagebuch, die Briefmappe und Kopien von Entwürfen des Kriegsberichts des Admirals.
Bekannt ist auch das Volkskundemuseum Onyang (온양민속박물관).

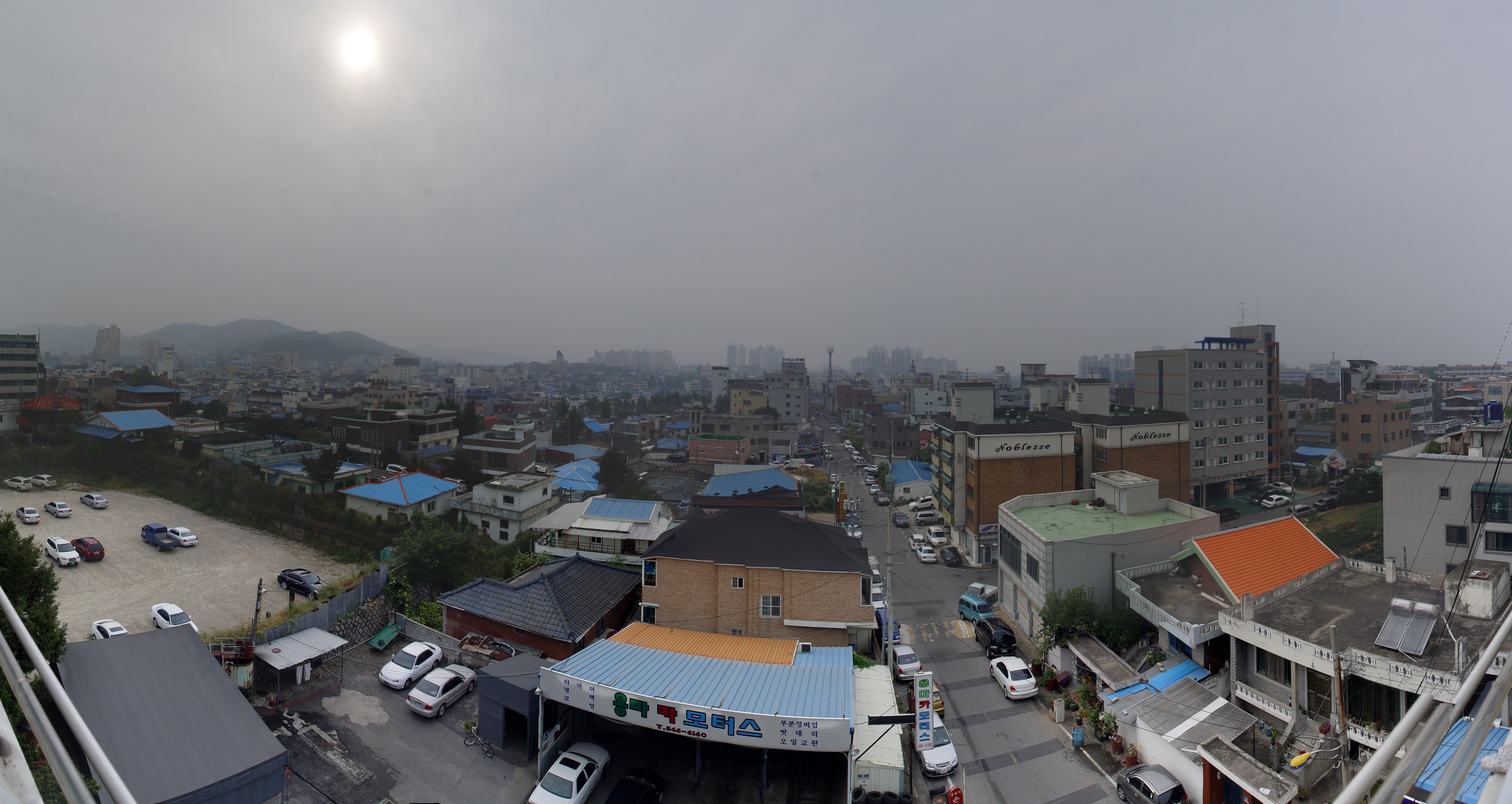
Panorama von Onyang-dong
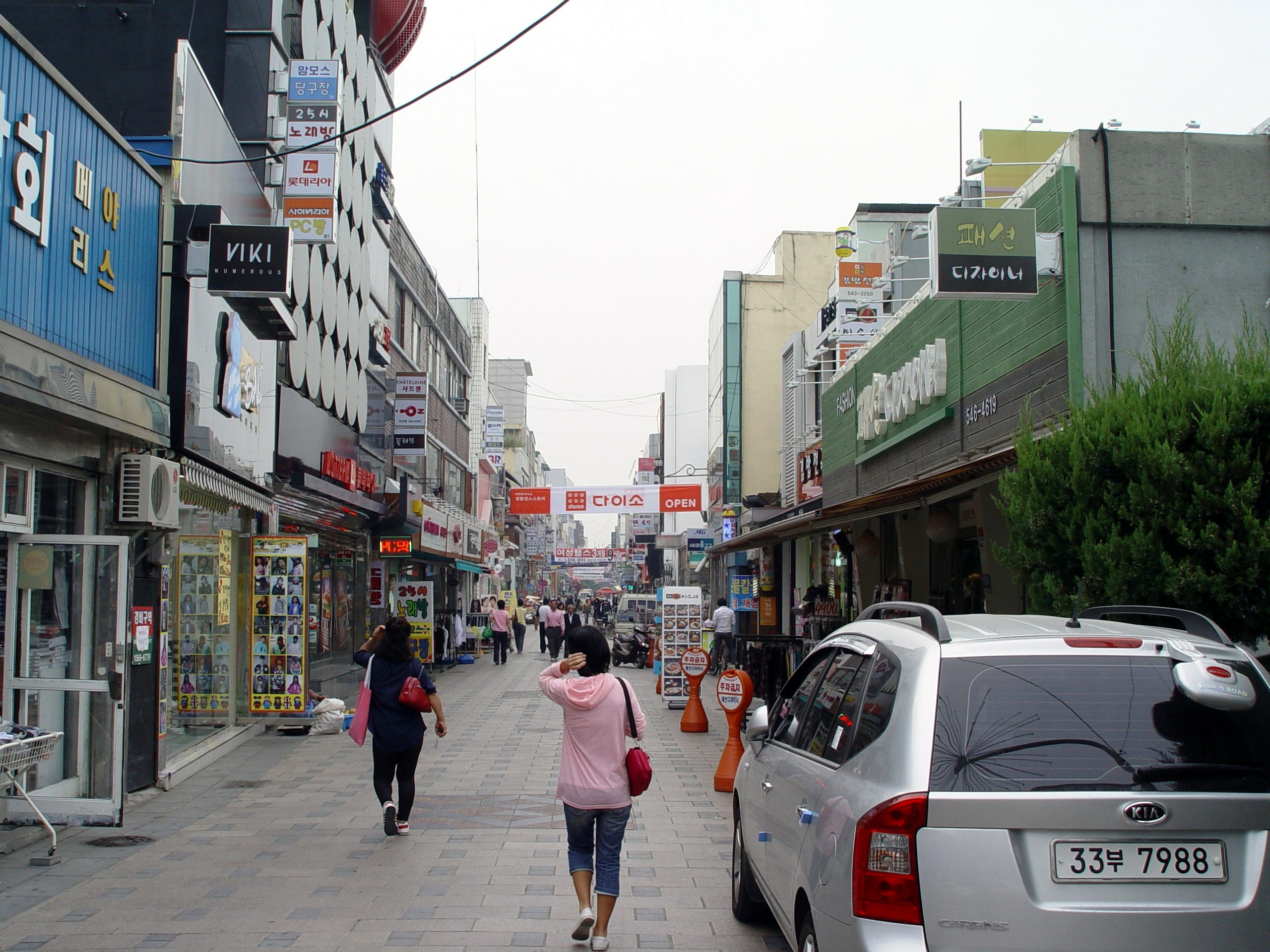
Einkaufsstraße in Onyang-dong
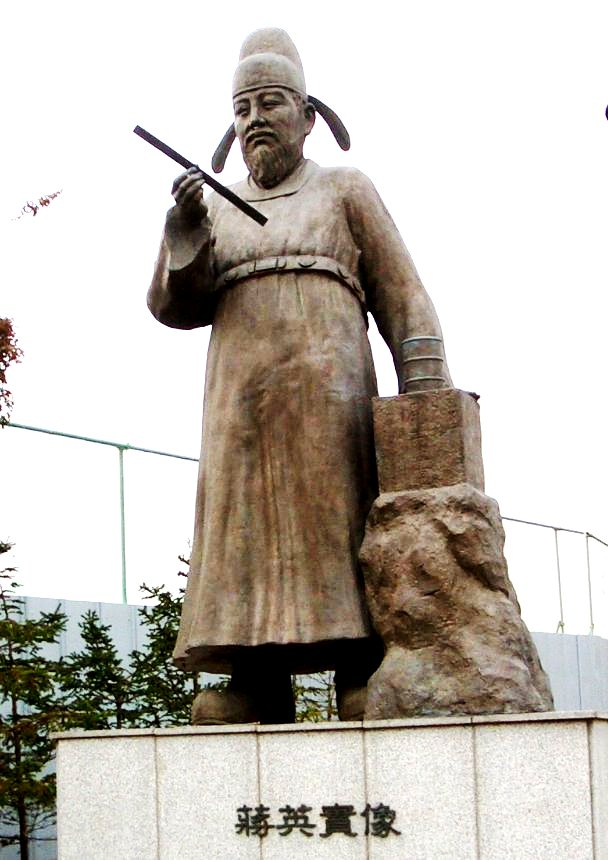
Statue des Astronomen Jang Yeong-sil vor dem Cheonan-Asan-Stadion